# Chōjin sentai Jetman
Chōjin sentai Jetman (鳥人戦隊ジェットマン?, Chōjin sentai Jettoman) è una serie televisiva giapponese appartenente al genere super sentai, di cui è la quindicesima serie.
Dalla serie è stato tratto un videogioco omonimo per Famicom, distribuito solo in Giappone.